# Viola hissarica
Viola hissarica Juz. – gatunek roślin z rodziny fiołkowatych (Violaceae). Występuje naturalnie w Uzbekistanie. Dawniej podawany był także z Tadżykistanu, jednak obecnie jest uznawany tam za gatunek wymarły. 

## Morfologia
PokrójBylina dorastająca do 4–10 cm wysokości, tworzy kłącza.
LiścieBlaszka liściowa ma owalny lub podługowato-owalny kształt. Mierzy 3–6,5 cm długości oraz 1–2,5 cm szerokości, jest karbowana na brzegu, ma nasadę od sercowatej do ściętej i tępy wierzchołek. Ogonek liściowy jest nagi. Przylistki są lancetowate.
KwiatyPojedyncze, wyrastające z kątów pędów. Mają działki kielicha o podługowato-owalnym kształcie. Płatki są odwrotnie jajowate i mają fioletową barwę oraz 12–13 mm długości, dolny płatek posiada obłą ostrogę.
OwoceTorebki mierzące 8-12 mm długości, o elipsoidalnym kształcie.